# دبليو 73 (قنبلة نووية)

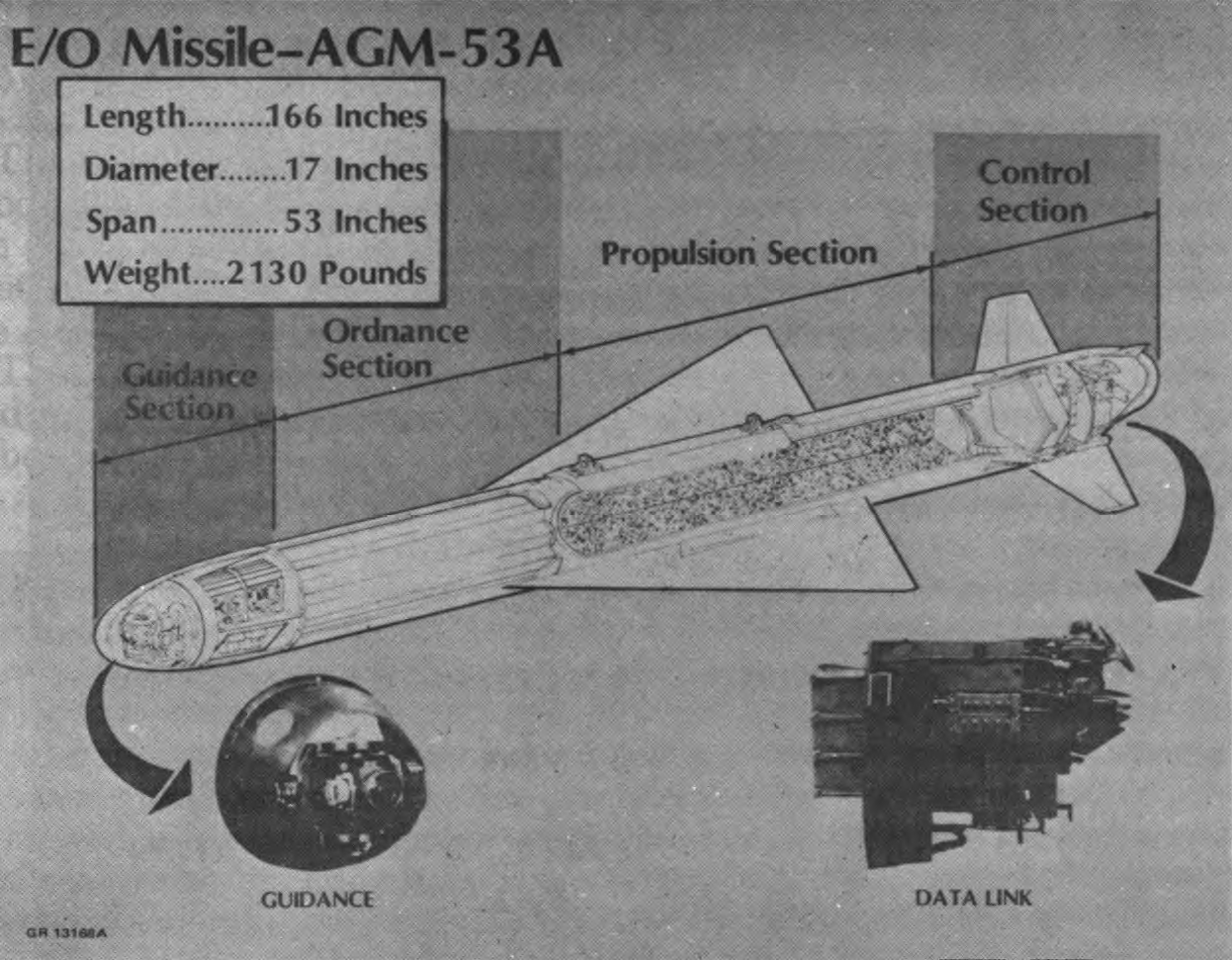
رسم تخطيطي للصاروخ التكتيكي AGM-53A Condor.

دبليو 73 هو رأس نووي أمريكي لصاروخ كوندور من طراز 53. تمت الموافقة على إنتاج كوندور عام 1975م ولكن تم إلغائهه في أوائل عام 1976م.
مواصفات دبليو 73 غير موثقة بشكل علني حيث كان صاروخ كوندور بقطر 17 بوصة ولديه 268 كيلوجرام. وورد أن طراز دبليو 73 كان مشتقاً أو نموذجاً لتصميم القنبلة النووية بي 61.